# 辻嘉六
辻 嘉六（つじ かろく、1877年〈明治10年〉3月5日 - 1948年〈昭和23年〉12月21日）は、大正時代から昭和時代の実業家、政界のフィクサー。
日本化学産業の代表取締役を務め、立憲政友会の後援者であった。

## 経歴
岐阜県稲葉郡加納町（現・岐阜市）に生まれる。
郷里の中学校を中退して上京した。鉱業などの事業に携わり、1922年日満実業（のちの日本化学産業）を創立し、代表取締役に就任した。また陸軍大将の児玉源太郎、政治家の原敬らの知遇を得、政友会系大物政治家と密接な関係を持ちつづけ、1945年の日本自由党創立に関与したため、政界の黒幕的存在であった。
有望な政治家に貢ぐのを好み、清国より亡命中の孫文、黄興などを援助した。
戦後、隠退蔵物資事件への関与を疑われ、衆議院不当財産取引調査委員会でその政治献金を追及された。

## 家族
- 長女：辻トシ子（秘書、コンサルタント）[2]